# Casa Oromolu
Casa Oromolu este un monument istoric în Piața Victoriei din București, pe Bulevardul Aviatorilor. Numele provine de la Mihail Oromolu (1875-1945), personalitate a perioadei interbelice. Casa a fost restaurată, fiind apoi construit lângă ea un bloc cu mai multe etaje.

## Descriere
Proiectată de arhitectul Petre Antonescu, casa Beaux-Arts are fațadele ornamentate  cu ghirlande (aka festoane), console cu gute, meandre (aka chei grecești), putti (aka îngerași sau amorași) ținând rame ovale numite cartușe, și vase de tipul caliciu-crater. Interiorul casei e decorat cu stucaturi. Tipic pentru arhitectura Beaux-Arts, casa are la intrare o marchiză de metal și sticlă în formă de scoică, deasupra ușii.
Numele casei amintește de Mihail Oromolu (1875-1945), personalitate a perioadei interbelice: a contribuit la înfăptuirea României Mari, a fost prefect de Dolj, ministru în guvernul Take Ionescu (1921), și guvernator al Băncii Naționale.

## Galerie
Poze cu casa de acum mai mulți ani sau cu detalii.

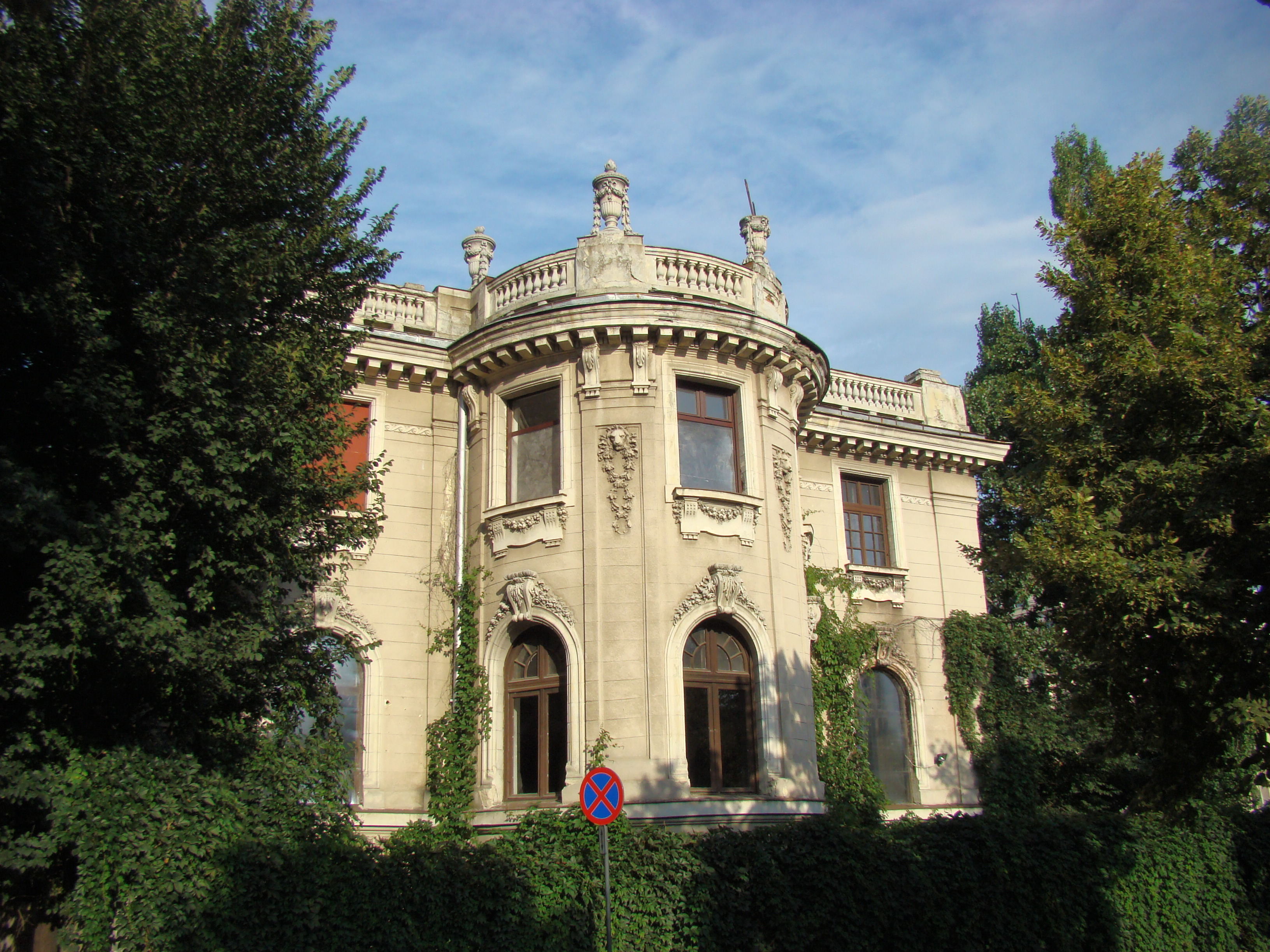
Casa în iulie 2013
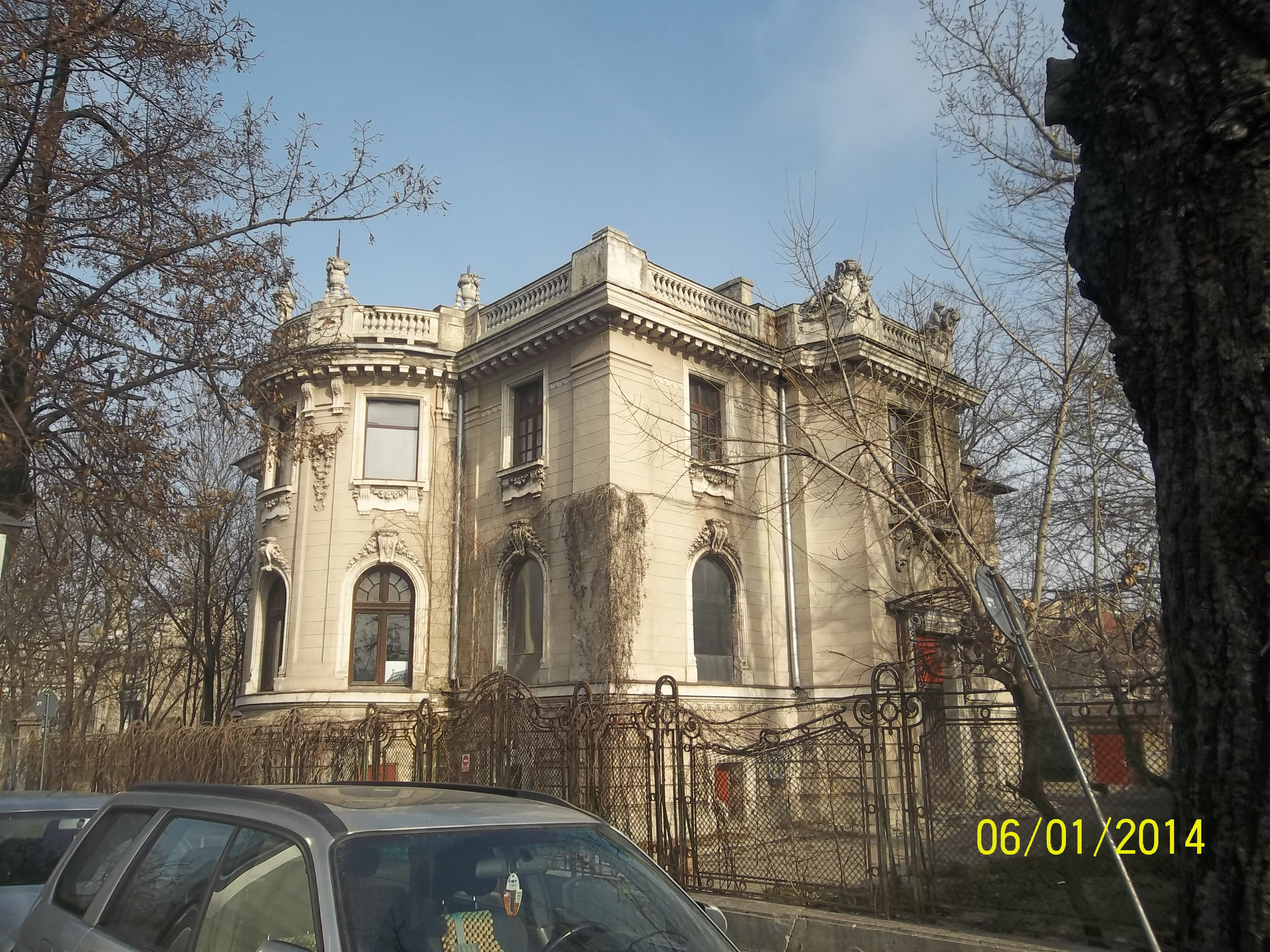
Casa în ianuarie 2014
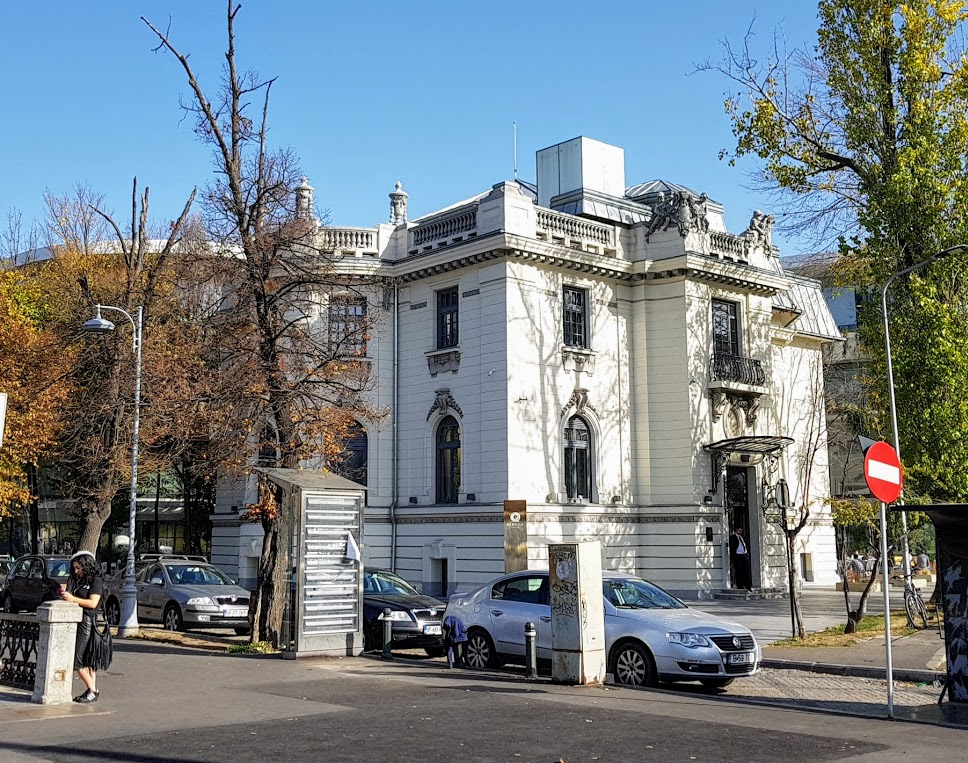
Casa în octombrie 2018
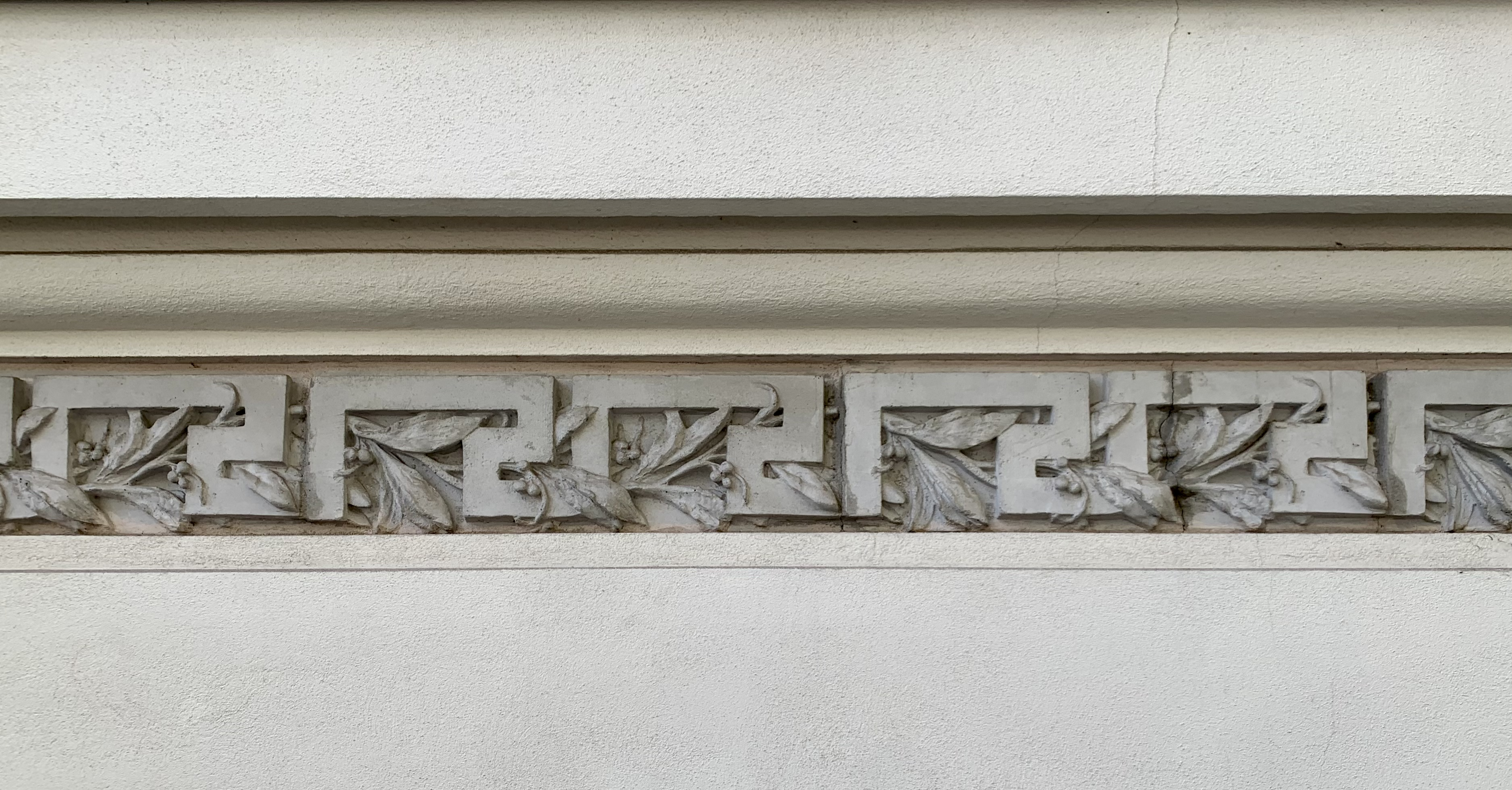
Meandru (sau cheie grecească) pe fațada casei
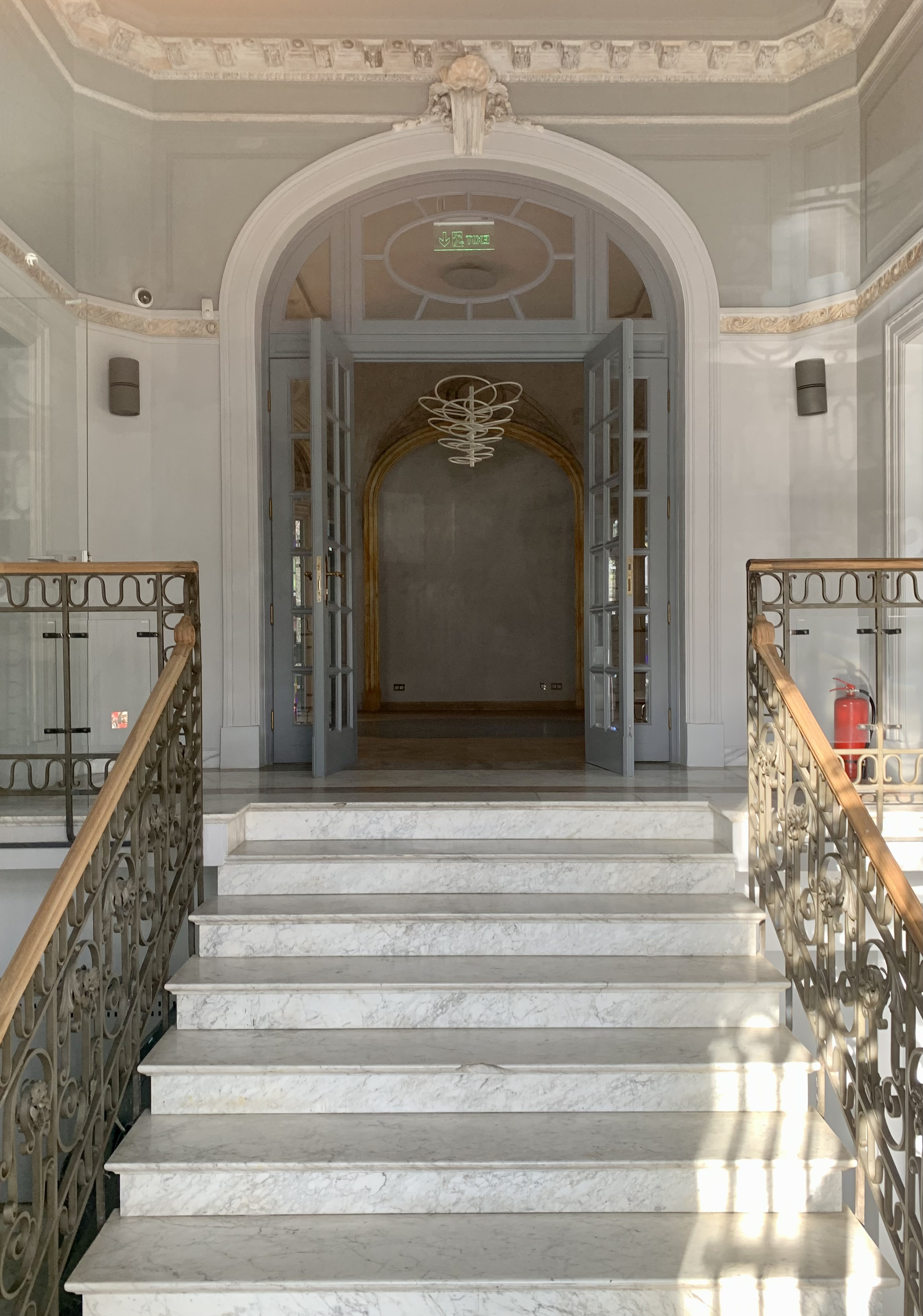
Interior
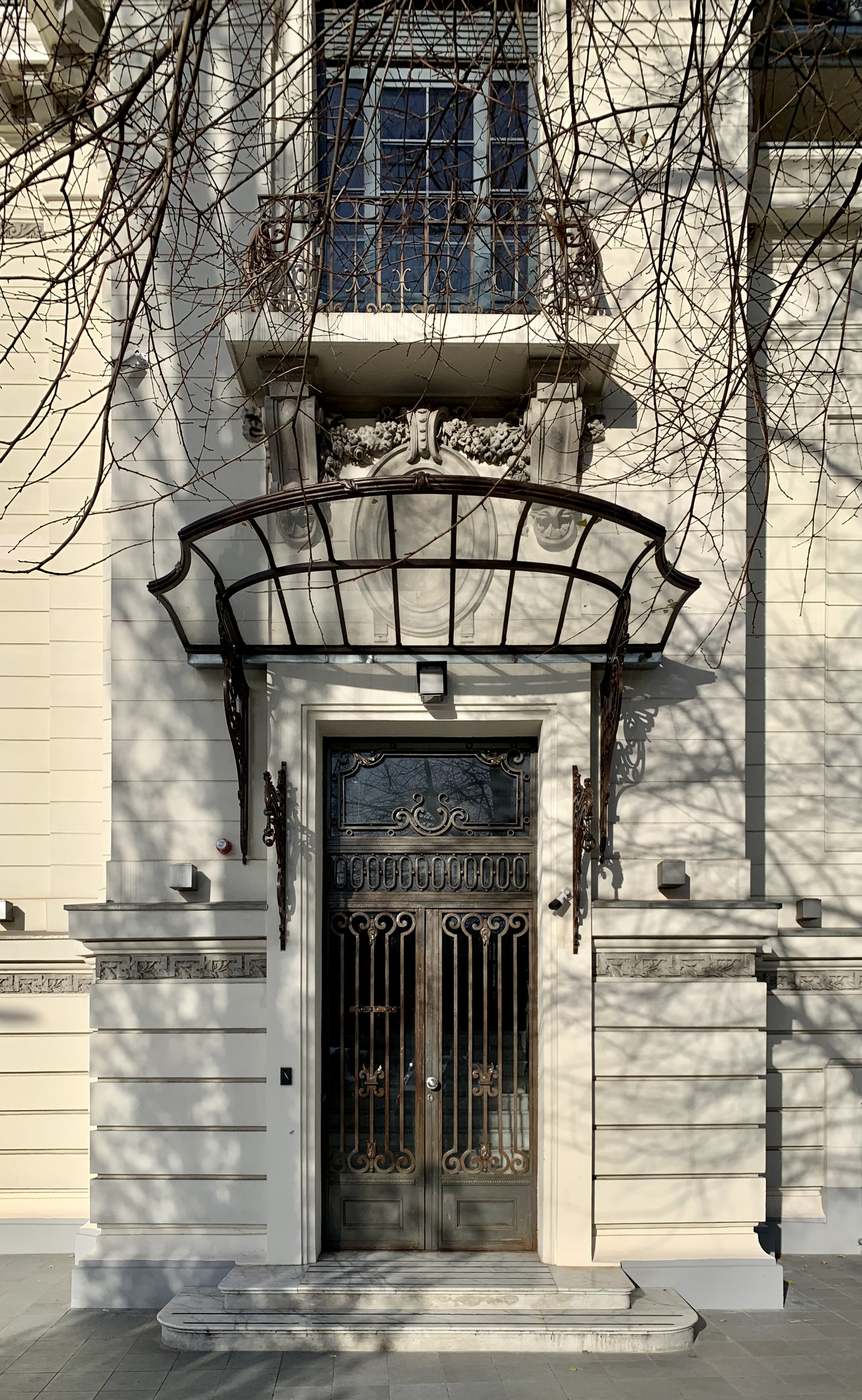
Intrarea casei, cu marchiză în formă de scoică deasupra